# Rouge (musikgrupp)
Rouge var en tysk duo som bildades 1985 och upplöstes 1988. Gruppen bestod av Michaela Rose och Jasmin Elizabeth Vetter. Gruppen bildades efter att duons första grupp Arabesque upplöstes efter att sångerskan Sandra Ann Lauer hoppat av 1984 för en solokarriär.

## Diskografi
Album
- 1988 – Rouge

Singlar
- 1985 – "I Wanna Take Your Body"
- 1986 – "Hold On"
- 1986 – "The Leader Of The Pack"
- 1987 – "Einer Von Uns"
- 1987 – "Love Line Operator"
- 1988 – "Koi Wa No Time"